# کیمیای روح
کیمیای روح (کره‌ای: 환혼; هانجا: Hwanhon) یک مجموعه تلویزیونی محصول کره جنوبی با بازی لی جه ووک، جونگ سو مین، گو یون جونگ و هوانگ مین هیون است. این مجموعه به نویسندگی خواهران هونگ، داستان جادوگران جوانی را روایت می‌کند که با بهشت و زمین سر و کار دارند. این مجموعه از ۱۸ ژوئن ۲۰۲۲، روزهای شنبه و یکشنبه ساعت ۲۱:۱۰ (کی‌اس‌تی) از تی‌وی‌ان پخش شد. این مجموعه همچنین برای استریم در نتفلیکس و تیوینگ در مناطق منتخب، در دسترس است.
کیمیای روح به دو بخش تقسیم شد: بخش ۱ از ۱۸ ژوئن تا ۲۸ اوت ۲۰۲۲ برای بیست قسمت پخش شد، و بخش ۲ (کیمیای روح: نور و سایه)، که شامل ۱۰ قسمت بود، از ۱۰ دسامبر ۲۰۲۲ تا ۸ ژانویه ۲۰۲۳ پخش شد.

## خلاصهٔ داستان
کیمیای روح در کشور تخیلی دِه‌هو، کشوری که در تاریخ یا نقشه‌ها وجود ندارد، اتفاق می‌افتد. این مجموعه داستان جادوگران جوانی را روایت می‌کند که بر سرنوشت پیچیدهٔ خود غلبه می‌کنند.

## بازیگران

### اصلی
- لی جه ووک در نقش جانگ اوک[۹]
- جونگ سو مین در نقش مودوک/جین بویون/ناکسو(فصل اول)
- گو یون جونگ در نقش جین بویون/ناکسو(فصل دوم)
- هوانگ مین هیون در نقش سو یول[۲]
- مون سونگ هیون در نقش جوانی سو یول[۱۷]
- شین سونگ هو در نقش گو وون[۱۸]
- یو جون سانگ در نقش پارک جین[۱۹]
- یو این سو در نقش پارک دانگ گو
- اوه نا را در نقش کیم دو جو[۹]
- جو جه یون در نقش جین مو[۹]
- پارک اون هه در نقش بانو جین
- آرین در نقش جین چو یون
- دو سانگ وو در نقش سو یون اوه